# Martial Gueroult
Martial Gueroult, né le 15 décembre 1891 au Havre et mort le 13 août 1976 à Paris, est un philosophe et historien de la philosophie, notamment de la philosophie du XVIIe siècle.
L'œuvre de Gueroult est traversée par deux caractéristiques : un grand soin apporté à l’histoire de la philosophie, qui n'est pas « moins noble » que la production philosophique ; une grande rigueur et une forte exigence systématique (ou structurale, ou encore, selon le mot de Canguilhem, « internaliste »), refusant tout recours à la "transcendance" dans le commentaire des œuvres philosophiques. Autrement dit, il s'agissait pour Martial Guéroult (dont l'œuvre est essentiellement celle d'un commentateur) de lire et d'analyser les écrits philosophiques en suivant exclusivement leur mouvement logique interne ou le déploiement de leur structure logique, sans aucun recours au contexte ou à des facteurs externes (biographiques, socio-historiques, géographiques, politiques ou même théoriques) - et donc en s'en tenant à la lettre même du texte.[pas clair].

## Biographie
Gueroult intègre l'École Normale Supérieure en 1912 ; il est presque aussitôt appelé au service militaire, pour trois ans. Jules Vuillemin raconte en ces termes l'expérience militaire de Gueroult : 

« Mobilisé le 2 août 1914, Gueroult est blessé le 20 août à la bataille de Lorraine (plus précisément à la bataille de Biderstroff), d'une balle qui l'atteint à la tête sans léser le cerveau. Laissé pour mort, il fut ensuite porté à un poste de secours, qui fut attaqué par l'ennemi. Sur les trente blessés, tous furent achevés sauf trois, dont Gueroult, qui fut ajusté et manqué. Il obtint la Légion d'honneur à titre militaire. »

Prisonnier en Allemagne, il entreprend la rédaction de sa thèse sur Fichte. Regagnant l'ENS en mars 1919, il décroche l'agrégation de philosophie la même année. Il enseigne au lycée de Chartres de 1920 à 1922, puis enseigne l'histoire de la philosophie générale à l'université de Strasbourg. Déprimé, il quitte Strasbourg en 1923, et enseigne six ans au lycée de Vendôme. Ses thèses de doctorat, présentées en 1922, ne sont soutenues qu'en 1930. De retour à l'université de Strasbourg en avril 1929, il la suit lors de son repli à Clermont-Ferrand en 1940.
Il enseigne ensuite à la Sorbonne, où il occupe la chaire de Léon Brunschvicg, à partir de 1945, et enfin au Collège de France de 1951 à 1962, où il succède à Étienne Gilson ; il donne à sa chaire le nom d’« Histoire et technologie des systèmes philosophiques ». Il est élu membre de l'Académie des sciences morales et politiques en 1957. En 1953, il intègre le conseil culturel du Cercle Culturel de Royaumont; il présidera le Comité des colloques philosophiques internationaux de Royaumont.
Son épouse meurt le 16 mars 1973 ; mariés depuis le 3 janvier 1920, ils ont eu deux filles. Lui-même tombe malade et ne peut plus travailler ; il meurt le 13 août 1976.

### Polémique sur Descartes
Une polémique l'opposa à Ferdinand Alquié au sujet de Descartes et de la manière correcte ou légitime de commenter son œuvre : Guéroult l'étudiait « selon l'ordre des raisons », c'est-à-dire non seulement de manière systématique, mais, fidèle à sa méthode, en s'en tenant uniquement à la logique interne du texte, tandis qu'Alquié l'étudiait comme l'expression d'un parcours existentiel, c'est-à-dire selon une génèse de concepts à la fois corrélative et constitutive d'un expérience existentielle singulière.[réf. nécessaire][Pertinence douteuse]

## Œuvre

### Histoire de la philosophie
- La Philosophie transcendantale de Salomon Maimon, Paris: Alcan, 1929.
- L’Évolution et la structure de la doctrine de la science chez Fichte, Paris: Les Belles Lettres, 1930 ; réédition, Hildesheim : Georg Olms 1982.
- Dynamique et métaphysique leibniziennes, suivi d'une Note sur le principe de la moindre action chez Maupertuis, Paris: Les Belles Lettres, 1934 ; deuxième édition sous le titre : Leibniz: dynamique et métaphysique, Paris : Aubier-Montaigne, 1967.
- Étendue et psychologie chez Malebranche, Paris : Les Belles Lettres, 1939; réédition, Paris : Vrin, 1987.
- Descartes selon l'ordre des raisons, Paris : Aubier, 1953.
  - tome 1 : L'Âme et Dieu
  - tome 2 : L'Âme et le corps
- Nouvelles réflexions sur la preuve ontologique de Descartes, Paris : Vrin, 1955.
- Malebranche, Paris : Aubier-Montaigne :
  - I. La vision en Dieu, 1955.
  - II. Les cinq abimes de la providence. 1. L'ordre et l'occasionalisme, 1959.
  - III. Les cinq abimes de la providence. 2. La nature et la grâce, 1959.
- Berkeley. Quatre études sur la perception et sur Dieu, Paris: Aubier-Montaigne, 1956.
- Spinoza, Paris: Auber-Montaigne (livre inachevé, Gueroult ayant rencontré des problèmes à construire le passage du livre II au livre III de l'Éthique)
  - tome 1 : Dieu (Éthique, livre I), 1968
  - tome 2 : L'Âme  (Éthique, livre II), 1974
- Études sur Fichte, Paris : Aubier, 1974.
- Études de philosophie allemande, Hildesheim : Georg Olms, 1977.
- Études sur Descartes, Spinoza, Malebranche et Leibniz, Hildesheim : Georg Olms, 1997.

### Dianoématique
Historien de la philosophie, Gueroult a étudié plusieurs des plus grands auteurs ; mais philosophe, il n'a cessé de s'intéresser aux conditions de possibilité d’une histoire de la philosophie en général.
Le couronnement de l’œuvre de Gueroult devait être la Dianoématique ; mais il mourut avant de l'achever. Celle-ci est composée de deux livres :
- livre 1 : Histoire de l'histoire de la philosophie, Paris: Aubier-Montaigne.
  - volume 1 : En Occident, des origines jusqu'à Condillac, 1984
  - volume 2 : En Allemagne, de Leibniz à nos jours, 1988
  - volume 3 : En France, de Condorcet à nos jours, 1988
- livre 2 : Philosophie de l'histoire de la philosophie, Paris: Aubier-Montaigne, 1979

Le premier livre (composé de trois volumes) examine les divers rapports que la philosophie a pu entretenir avec son histoire. Le second pose la question : comment une histoire de la philosophie est-elle possible, si l'on tient compte des exigences apparemment contradictoires de la philosophie comme étude de vérités éternelles, et de l'histoire comme école de scepticisme ?

### Cours au Collège de France
- La Critique de la raison pure de Kant, édité et présenté par Arnaud Pelletier, Paris: Editions du Collège de France, 2022[7]
- L'évolution et la structure de la philosophie pratique kantienne,  édité et présenté par Arnaud Pelletier, Paris: Editions du Collège de France, 2025[8]

## Postérité intellectuelle
L'œuvre de Gueroult a constitué un modèle d'analyse des systèmes philosophiques, entre autres pour :
- Ginette Dreyfus, qui éditera sa Dianomématique
- Jean-Toussaint Desanti, son collègue à Saint-Cloud
- Victor Goldschmidt[3]
- Geneviève Rodis-Lewis
- Louis Guillermit
- Jules Vuillemin, qui se considérait comme son disciple
- Gilles Deleuze, qui admire ses livres sur Spinoza, Leibniz, Malebranche et leur rigueur scientifique[9]
- Michel Foucault, pour la rigueur de l'analyse des systèmes philosophiques
- Jean Bernhardt, autre disciple
- Alexandre Matheron, autre disciple.

## Distinctions
- Croix de guerre 1914-1918
- Croix des Services Militaires Volontaires
- Commandeur de la Légion d'honneur (décret du 20 avril 1963)
- Officier de l'ordre des Palmes académiques